# 찰스 키핑
찰스 키핑(Charles Keeping, 1924년 9월 22일 ~ 1988년 5월 16일)은 브라이언 와일드스미스, 존 버닝햄과 함께 영국의 3대 그림책 작가로 꼽힌다. 1966년 <검은 돌리>를 시작으로 평생 22권의 그림책을 그렸으며, 자전적인 내용을 담은 것이 많다. 작품에는 <낙원섬에서 생긴 일>, <윌리의 소방차>, <조지프의 마당>, <창 너머> 등이 있다. <찰리와 샬롯데와 황금 카나이아>, <노상강도>로 1967년과 1981년 두 차례 케이트 그린어웨이 상을 받았으며, <낙원섬에서 생긴 일>을 유작으로 1988년 뇌종양으로 세상을 떠났다.

## 작가 소개

#### 생애
찰스 키핑은 1924년 9월 22일 램베스에서 태어나 런던에서 성장했다. 어린 시절 병약했던 그는 과보호 속에서 주로 실내에서 활동하며 신문배급자인 아버지가 가져다주는 가판 포스터 뒷면에 그림을 그리곤 했다. 평범했던 그의 유년기는 아버지와 할아버지가 연이어 세상을 떠나면서 어두워지게 된다. 어려운 가정형편으로 인해 14살에 학교를 그만두고 인쇄공으로 일하게 되었다. 2차 대전이 발발해 18살에 해군에 입대한 그는 이 때 머리 부상으로 인해 한동안 우울증에 시달렸고 이 경험은 그의 내면에 많은 영향을 끼쳤다. 1946년 전역 후 런던의 리젠트 스트릿 폴리테크닉이라는 미술학교에 들어가 그림 공부를 했다. 석판화와 일러스트레이션을 전공한 그는 졸업 후 신문에 만화를 그리는 일을 시작으로 일러스트레이터의 길을 걷게 되었으며, 200여권의 책자 삽화 작업과 22권의 그림책을 썼고 1988년 5월 16일 뇌종양으로 세상을 떠났다.

#### 특징
그림책으로는 <검은 돌리>를 첫 작품으로 평생 22권의 그림책을 썼다. 그림은 과슈, 템페라, 수채 물감, 석판 등의 재료로 힘 있는 선과 섬세한 조형성을 갖추고 있으며, 선을 통해 현실과 영혼 세계를 넘나드는 신비감을 표현해 낸다.
그의 작품은 자전적인 내용을 담은 것이 많았으며 자신의 어린 시절이나 급속한 현대화 과정 속 대도시의 변화를 비판적인 시선으로 그렸다. 그는 책에 등장하는 건물이나 배경을 고향 집 그대로 묘사하거나 간접적으로 나타내곤 했다. 자신만의 내면세계와 세상에 대한 입장을 가지고 있던 그는 다른 작가와 구별되는 차별성을 갖게 되었다. 그의 주제 의식과 난해한 그림 때문에 어린 독자들이 접근하기 어렵다는 평가를 받기도 하지만, 그의 작품이 두 차례의 케이트 그린어웨이 상을 받을 정도로 예술적 또는 전문자적으로 바라보았을 때 영국의 3대 그림책 작가로 입증했다.

## 작품
- 1967 찰리, 샬럿, 금빛 카나리아(찰리와 샬롯데와 황금 카나리아 Charley, Charlotte and the Golden Canary)
- 1969 조지프의 마당(Joseph's Yard)
- 1987 창 너머(Through the Window)
- 1975 빈터의 서커스(Wasteground Circus)
- 1980 윌리의 소방차(Willie's Fire Engine)
- 1984 길거리 가수 새미(Sammy Streetsinger)
- 1989 낙원섬에서 생긴 일(Adam and Paradise Island)
- 그 외

## 수상 경력
- 1967 <찰리와 샬롯데와 황금 카나리아> 케이트 그린어웨이 상
- 1981 <노상강도> 케이트 그린어웨이 상

## 참조
1. ↑  http://childrensbooks.wikia.com/wiki/Charles_Keeping
2. ↑  http://www.kyobobook.co.kr/author/info/AuthorInfoNew.laf?mallGb=EAU&authorid=2000359401&orderClick=SPX
3. ↑  http://www.yes24.com/24/AuthorFile/Author/119722?VTYPE=AuthorIntroduction#ai